# Legge sulla sicurezza nazionale di Macao
La legge sulla sicurezza nazionale di Macao (nota anche come  legge, n. 2, 2009) è una legge ordinaria di Macao, in Cina, riguardo alla sicurezza nazionale relativa alla "regione amministrativa speciale". Tale legge è richiesta dall'Articolo 23 della legge fondamentale di Macao, entrata in vigore nel 1999. La legge sulla sicurezza proibisce e punisce azioni che puntano al "tradimento, secessione e sovversione" contro il Consiglio di Stato della Repubblica Popolare Cinese, nonché "atti preparatori" che conducano alle tre finalità dette prima.
Il quotidiano statale pro-Pechino di Hong Kong, Wen Wei Po, ha affermato che la legge non è ancora stata applicata in nessun procedimento giudiziario.

## Storia
L'Articolo 23 della legge fondamentale di Macao entrata in vigore nel 1999, dopo il trasferimento di sovranità sulla regione dal Portogallo alla Cina, ha richiesto la creazione di una "legge sulla sicurezza nazionale". La bozza del provvedimento è stata pubblicata il 22 ottobre 2008 e proponeva di vietare il tradimento, i tentativi di rovesciare il Consiglio di Stato cinese e il furto di segreti nazionali. Alcuni dei reati proposti prevedono una pena massima di 25 anni di carcere.
Similmente alla legge sulla sicurezza nazionale di Hong Kong come proposta nel 2003, ma diversamente da quella vigente dal 2020, la legge sulla sicurezza nazionale di Macao ha origine puramente regionale e non limita la libertà di parola. L'allora Capo dell'esecutivo di Macao Edmund Ho Hau-wah ha dichiarato che il disegno di legge avrebbe perseguito solo "atti criminali seriamente violenti" e non avrebbe limitato le mere proteste o le critiche al Consiglio di Stato cinese. Ha inoltre affermato: «Cantare slogan, scrivere articoli che criticano il Consiglio di Stato cinese o il governo di Macao, sono attività che non subiranno l'effetto di questa legge». Il legislatore macaense Au Kam-san ha dichiarato: «Non vogliamo una legge sulla sicurezza nazionale in "stile Cina continentale". Sarebbe accettabile emanare una legge che rispetti i Principi di Johannesburg».
Il commentatore politico Larry So Man-yum ha affermato che la legge avrebbe funzionato bene a Macao, dato il patriottismo dei residenti e la loro mancanza di consapevolezza riguardo ai diritti civili; affermando: «Non ci saranno assolutamente problemi. Rispetto agli hongkonghesi, la gente di Macao ha alti livelli di accettazione verso il Consiglio di Stato cinese».
Nel 2023, Macao ha rafforzato le restrizioni alle libertà politiche, modificando la sua legge sulla sicurezza nazionale, includendo atti di non violenza, per affrontare "nuove sfide avverse". Queste modifiche allineano più strettamente il sistema legale di Macao a quello della Cina continentale, rafforzando il controllo di Pechino.